# 4056 Timwarner
4056 Timwarner (1985 FZ1) là một tiểu hành tinh vành đai chính được phát hiện ngày 22 tháng 3 năm 1985 bởi E. Bowell ở Flagstaff.